# 日本の医療系教育協議会
日本の医療系教育協議会（にほんのきょういくきょうぎかい）は、医療系の資格取得者と予定者、資格取得従事者やその養成教育に関する協議会の一覧。

## おもな教育協議会
- 日本私立医科大学協会
- 日本私立歯科大学協会
- 日本私立薬科大学協会
- 全国大学獣医学関係代表者協議会
- 国公立大学獣医学協議会
- 私立獣医科大学協会
- 全国救急救命士教育施設協議会
- 全国歯科衛生士教育協議会
- 全国歯科技工士教育協議会
- 全国歯科技工士学校協会
- 全国助産師教育協議会
- 全国私立リハビリテーション学校連絡協議会
- 全国診療放射線技師教育施設協議会
- 全国保健師教育機関協議会
- 全国理学療法士・作業療法士学校連絡協議会
- 日本看護学校協議会
- 日本看護系大学協議会
- 日本私立看護系大学協議会
- 日本視能訓練士養成施設連絡協議会
- 日本精神保健福祉士養成校協会
- 日本臨床検査学教育協議会
- 日本臨床工学技士教育施設協議会
- 東洋療法学校協会
- 全国柔道整復学校協会
- 薬学教育協議会
- 全国医師会医療秘書学院連絡協議会